# بلواسترود
بلواسترود (به دانمارکی: Blovstrød) یک منطقهٔ مسکونی در دانمارک است که در شهر الیراد واقع شده‌است. بلواسترود ۲٬۲۰۲ نفر جمعیت دارد.